# Annopol
 Ovo je glavno značenje pojma Annopol. Za druga značenja pogledajte Annopol (razdvojba).
Annopol je grad u Lublinskom vojvodstvu u Poljskoj. Prema popisu iz 2006. ima 2.690 stanovnika. 36. je grad po veličini u vojvodstvu. Osnovan je 1761. U prošlosti se nalazio u vojvodstvu Tarnobrzeg. U njemu je rođena Dorota Barbara Jabłonowska.